# Filisoma japonicum
Filisoma japonicum is een soort haakworm uit het geslacht Filisoma. De worm behoort tot de familie Cavisomidae. Filisoma japonicum werd in 1936 beschreven door Fukui & Morisita.